# 乔治·普亚
乔治·普亚（義大利語：Giorgio Puia，1938年3月8日—1938年3月8日），意大利前男子足球运动员，场上位置是后卫。他曾代表意大利国家队参加1970年国际足联世界杯，结果获得亚军。